# جامعة عفرين
جامعة عفرين (بالكردية: Zanîngeha Efrînê‏) هي جامعة سابقة تقع في عفرين في سوريا. تأسست في عام 2015 وكانت ثاني جامعة تفتح من قبل الإدارة الذاتية لشمال وشرق سوريا بعد أكاديمية العلوم الاجتماعية في بلاد ما بين النهرين وأول جامعة تفتح في منطقة عفرين.

## التاريخ
تم افتتاح جامعة عفرين في 26 يوليو 2015 لاستيعاب 850 طالب وفي أغسطس من نفس العام كان للجامعة 22 أستاذًا بعضهم حاصل على درجة الدكتوراه ودرجة الماجستير بالإضافة إلى بعض المهندسين. تأسست الجامعة مع 4 كليات و6 أقسام: الطب والأدب الكردي والاتصالات والهندسة الزراعية والميكانيكية والاقتصاد. قامت إدارة الجامعة في بداية الفصل الدراسي الجديد بتزويد الجامعة بالمكاتب والمجالس والملاعب والمكتبات وتم افتتاح 6 مختبرات لأقسام الهندسة والطب ومختبر كمبيوتر. الجامعة شملت أيضًا معاهد الطب والهندسة الطبوغرافية والموسيقى والمسرح وإدارة الأعمال واللغة الكردية. كان لدى الجامعة برنامج هندسي مدته خمس سنوات.
تم إغلاق الجامعة مع بداية العملية العسكرية التركية في عفرين في يناير 2018 ونُقل الطلاب إلى جامعة روجافا في القامشلي بينما تطوع البعض منهم وتوجهوا إلى المستشفيات والخطوط الأمامية لمحاربة الغزو التركي. كما ساهم البعض في المقاومة من خلال العمل في مؤسسات مثل الهلال الأحمر الكردي أو الصحافة.
ألقى أحرار الشرقية القبض على الدكتور عبد المجيد عزت شيخو عميد الأدب الكردي في جامعة عفرين خلال الاحتلال التركي اللاحق.